# Kłodowo
Kłodowo (niem. Kladow) – wieś w Polsce położona w województwie zachodniopomorskim, w powiecie gryfińskim, w gminie Widuchowa.
31 grudnia 2008 r. wieś miała 147 mieszkańców.
W latach 1975–1998 miejscowość administracyjnie należała do województwa szczecińskiego.
W Kłodowie znajduje się granitowy kościół z końcówki XIII wieku, otoczony murem z kamieni polnych, obok kościoła przetrwała także dawna XIX-wieczna pastorówka. Teren wokół kościoła to dawny cmentarz. Kościół przebudowywany w XIV i XV wieku, dobudowano wtedy wieżę o charakterze obronnym. Wieża posiada kilka otworów strzelniczych, zwieńczona jest stożkowym hełmem. Wewnątrz kościoła przetrwał ołtarz ambonowy popularny w dawnych świątyniach protestanckich, przetrwała także empora chórowa i ławki.